# 斗篷與匕首
斗篷和匕首（英語：Cloak and Dagger）是美國漫威漫畫發行的超級英雄二人組合。 它們是由作家比爾·曼特洛（Bill Mantlo）和藝術家埃德·漢尼根（Ed Hannigan）創作的，最早出現在《Peter Parker, the Spectacular Spider-Man》＃64（1982年3月）。
2016年4月，漫威電視宣布二人組合將推出真人電視連續劇，由奧布里·約瑟夫（Aubrey Joseph）飾演Ty Johnson和奧利維亞·霍爾特（Olivia Holt）飾演坦迪·鮑恩（Tandy Bowen）一起出現在漫威電影宇宙中。

## 其他媒體

### 電視
- 漫威電影宇宙：由奧伯利·喬瑟夫和奧利維亞·霍爾特分别飾演「斗篷」泰隆·強森和「匕首」坦迪·鮑恩（英语：Tyrone Johnson and Tandy Bowen (Marvel Cinematic Universe)）。
  - 《斗篷與匕首》
  - 《離家童盟》

### 電子遊戲
- 《漫威超級戰爭》
- 《漫威爭鋒》：由哈基姆·卡梅奇·伊薩吉雷（Hakeem Kameechi Ysaguirre）與桑席·雄音（英语：Xanthe Huynh）分別配音「斗篷」泰隆·強森和「匕首」坦迪·鮑恩。

## 資料來源
1. ↑  Official Handbook of the Marvel Universe A to Z vol. 13 (2010)
2. 1 2 3 4  Marvel Knights #10. Marvel Comics.
3. ↑  Wagmeister, Elizabeth. . Variety. April 7, 2016  [April 7, 2016]. （原始内容存档于April 7, 2016）.